# Rhipidia (Rhipidia) hirtilobata
Rhipidia (Rhipidia) hirtilobata is een tweevleugelige uit de familie steltmuggen (Limoniidae). De soort komt voor in het Neotropisch gebied.